# Луисбург (Тенеси)
Луисбург (енгл. Lewisburg) град је у америчкој савезној држави Тенеси.

## Демографија
По попису из 2010. године број становника је 11.100, што је 687 (6,6%) становника више него 2000. године.
| Група             | 2000.         | 2010.         |
| Белци             | 8.099 (77,8%) | 8.388 (75,6%) |
| Афроамериканци    | 1.608 (15,4%) | 1.517 (13,7%) |
| Азијати           | 49 (0,5%)     | 76 (0,7%)     |
| Хиспаноамериканци | 536 (5,1%)    | 863 (7,8%)    |
| Укупно            | 10.413        | 11.100        |